# Materno di Colonia
Materno di Colonia (III secolo – Treviri, 328 circa) è stato un vescovo tedesco, terzo vescovo di Treviri, primo vescovo storicamente accertato di Colonia e, sia pure con incertezza, fondatore della diocesi di Tongres.

## Biografia
Le sue origini e la sua data di nascita non sono note. Dopo ricerche varie è stata accettata come data del suo decesso il 328, da un altare bassomedievale del duomo di Treviri. Egli venne probabilmente tumulato a Treviri, che ne rivendica la presenza proprio in base a questo altare. Questa tradizione va presa con cautela come quella di Materno quale fondatore della diocesi di Tongeren.
Colonia non ha mai avuto, probabilmente, le reliquie di san Materno, mentre già verso il 760 si parlava di reliquie di san Materno a Treviri. Il cosiddetto pastorale di San Materno è custodito nella camera del tesoro del duomo di Colonia ed ancora utilizzato in occasioni importanti.
Materno prese parte al sinodo laterano del 313 a Roma e a quello di Arles del 314 quale rappresentante dell'imperatore Costantino, da ciò emerse la sua importanza anche al di fuori delle province germaniche. Quivi fece da pacificatore nel contrasto nato nella Chiesa a causa dell'eresia donatista.
Materno veniva interpellato nelle dispute di rango fra la diocesi di Treviri e quella di Colonia: presumibilmente egli era in possesso del bastone pastorale di san Pietro, il che dava la misura del rango della più antica Chiesa in Germania.
Numerose chiese medioevali furono a lui dedicate, così come il Maternihospital (ospedale di san Materno) a Dresda.

## Leggende

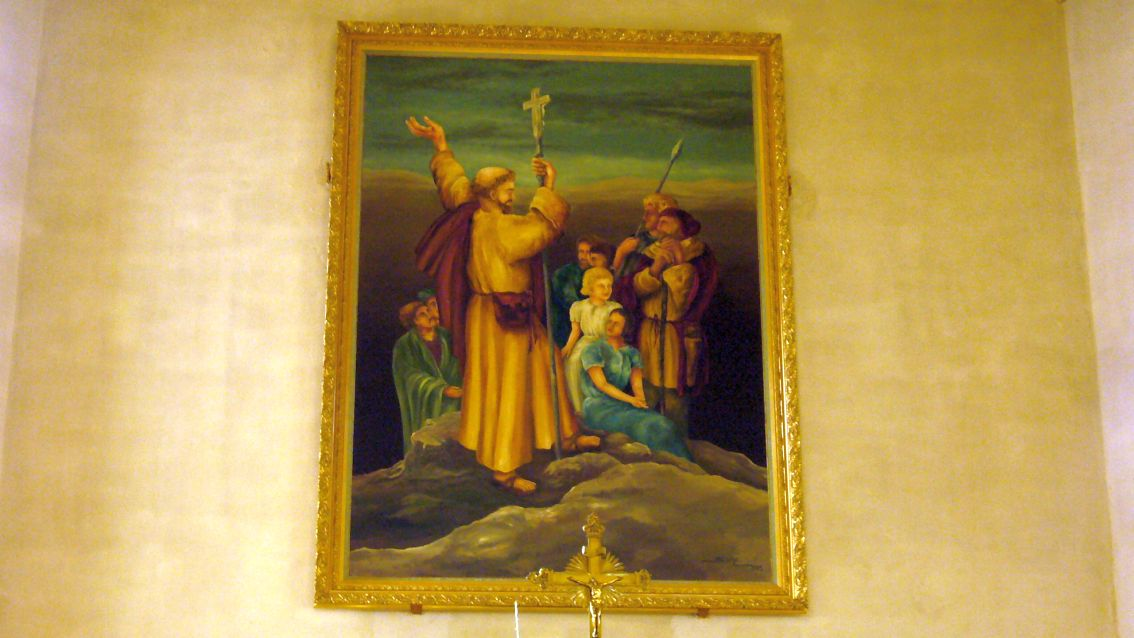
Tavola rappresentante San Materno in abito di pellegrino. Dipinto del 1995 collocato nella chiesa dedicata al santo a Neubois.

Una prima ed antica leggenda vorrebbe che san Materno sia vissuto nel I secolo. Egli sarebbe stato il figlio deceduto della vedova di Naim, resuscitato da Gesù. Fu inviato da san Pietro insieme ad altri due discepoli, Valerio ed Eucario, in Gallia ed in Germania per evangelizzarne le popolazioni. La discrepanza nelle date rende evidente che o si tratta di un altro Materno o la leggenda è priva di fondamento. Tuttavia, nel mito leggendario, le due figure (a parte la veridicità dell'esistenza effettiva della prima), vengono spesso confuse.
In ogni caso a san Materno vengono attribuite l'evangelizzazione dell'Alsazia (erezione di una chiesa ad Ehl, antica guarnigione romana di Ellelum o Helvetum, oggi Benfeld; del santuario di Dompeter (San Pietro) a Molsheim; della chiesa di SanPietro il Vecchio a Strasburgo, ed altri) così come delle città di Tongres, Huy, Dinant, Ciney, Namur et Walcourt nell'attuale Belgio. Egli avrebbe inoltre dato origine alla fondazione della città di Waremme e costruito luoghi di culto a Namêche, à Leffe o a Foy-Notre-Dame. La sua presenza viene segnalata anche a Maastricht.
La tradizione popolare gli attribuisce numerosi miracoli ed eventi straordinari. Così a Ciney egli avrebbe risuscitato cinque bambini annegati, figli di un certo principe clemente, che governava la città, determinando così anche la conversione al cristianesimo di lui e di tutta la sua famiglia.
A Walcourt Materno avrebbe scolpito con le proprie mani una statua della Vergine Maria ed infine sarebbe stato lui a dare origine al nome della città di Namur: egli avrebbe infatti ridotto al silenzio un idolo pagano chiamato Nam, dando così alla città il nome di Nam-Mutus (Nam-muto), che divenne poi Namur.
Secondo un'altra leggenda, ad Ehl in Alsazia, Materno, spossato dal viaggio, morì. I suoi discepoli, non potendo rinunciare alla sua presenza, tornarono a Roma a cercare il bastone pastorale di San Pietro, lo trovarono e grazie ad esso poterono risuscitare Materno.  Tale leggenda si riferisce evidentemente al Materno, presunto inviato di San Pietro, cioè vissuto nel I secolo. Nel XIV secolo la tradizione lorenese attribuiva tale risurrezione a san Clemente di Metz: questa attribuzione si inserisce probabilmente nelle rivalità allora esistenti fra le diocesi di Metz e di Treviri.

## Culto
San Materno veniva invocato contro le febbri, contro le malattie contagiose e per favorire la crescita della vite.
La sua memoria liturgica è fissata dal Martirologio Romano per il 14 settembre, ma in alcune località viene celebrato il 20 e in altre il 25 dello stesso mese.